# Ljubinko Drulović
Ljubinko Drulović - em sérvio, Љубинко Друловић (Nova Varoš, 11 de setembro de 1968) foi um futebolista nascido na Sérvia (antiga Iugoslávia) que fez a sua carreira em Portugal, no Gil Vicente, FC Porto, Benfica e Penafiel.

## Carreira
É um dos poucos jogadores que alinharam em todos os cinco campeonatos que o FC Porto conquistou entre 1994 e 1999. Destacava-se pelas suas assistências tele-guiadas e a sua habilidade de cruzar a bola estando ligado a Mário Jardel durante os seus dias de glória no FC Porto, por ter dado tantos golos a marcar ao brasileiro. Embora Drulović tenha saído do Porto para o clube rival, o Benfica, ainda é admirado pelos adeptos do FC Porto onde teve uma boa passagem. Outro brasileiro com quem conviveu nos Dragões, Artur, relembrou assim a qualidade do sérvio, em 2022, ao mostrar-se ainda grato pela assistência deste à famosa bicicleta na final da Taça de Portugal de 1997–98:
| “ | Jogo difícil, né? Um jogo aonde nós estávamos com um jogador a menos e nós estávamos sendo pressionados pelo Braga. Eu lembro que um lance, pontapé de canto contra nós e eu tô um pouco fora da área e a bola vai até o Drulović. Eu imaginei assim: vou ou não vou? Eu vou! O Drulović tinha uma facilidade muito grande de cruzar com o pé esquerdo batendo de fora. Ele não usava o pé direito, ele não precisava dele. O que ele tinha que fazer com o pé direito ele fazia com o pé esquerdo. Como você falou, o Quaresma faz muito bem com o pé direito e o Drula fazia com o pé esquerdo. E o Drulović cruza essa bola, eu domino ela e a bola sobe. Aí eu falei, vou dar a bicicleta, não tem outra coisa a fazer. E dei a bicicleta, só que eu não vi, só vi o grito. No Estádio Nacional os torcedores do Porto gritando, se levantando e eu falei ‘foi gol’. Levantei, queria correr, fui comemorar atrás do gol. Lembro que até, se não me engano, o árbitro era o Jorge Coroado e aí eu levei cartão amarelo. Ele: ‘infelizmente vou ter que te dar o cartão, parabéns pelo grande gol’. E eu falei assim: ‘sem problema, esse é o melhor cartão que eu poderia receber’. | ” |

## Seleção
Ele também jogou pela Selecção Nacional de Futebol da Jugoslávia, na fase final do Eurocopa 2000.
Antes de emigrar para Portugal, Drulović jogou em muitos clubes pequenos na RS Sérvia:
FK Zlatar, FK Sloga (Požega), FK Sloboda (Užice), FK Rad (Belgrado), FK Partizan (Belgrado)
Drulović jogou 38 partidas pela Selecção Nacional da Jugoslávia, nas quais marcou 6 golos.
Drulović, como treinador, já esteve no Tourizense , Banat Zrenjanin, Drava Ptuj e agora está no clube angolano Primeiro de Agosto.